# ليفيو تشيولي
ليفيو تشيولي (بالرومانية: Liviu Ciulei)‏ (ولد 7 يوليو 1923) هو مخرج روماني.

## روابط خارجية
- ليفيو تشيولي على موقع IMDb (الإنجليزية)
- ليفيو تشيولي على موقع ألو سيني (الفرنسية)
- ليفيو تشيولي على موقع أول موفي (الإنجليزية)
- ليفيو تشيولي على موقع قاعدة بيانات برودواي على الإنترنت (الإنجليزية)
- ليفيو تشيولي على موقع قاعدة بيانات الأفلام السويدية (السويدية)
- ليفيو تشيولي على موقع قاعدة بيانات الفيلم (الإنجليزية)
- ليفيو تشيولي على موقع كينوبويسك (الروسية)